# Unitedhealthcare Pro Cycling (equipo femenino)
El Unitedhealthcare Pro Cycling Team (Código UCI: UHC) fue un equipo ciclista femenino de Estados Unidos de categoría UCI Women's Team. Al no encontrar un patrocinador el equipo desapareció a finales de la temporada 2018.

## Material ciclista
El equipo utilizaba bicicletas Orbea y componentes Shimano.

## Clasificaciones UCI
Las clasificaciones del equipo y de su ciclista más destacado son las siguientes:
| Temporada | Clasificación por equipos | Mejor corredor | Posición |
| 2016      | 17º                       | Coryn Rivera   | 36º      |
| 2017      | 12º                       | Ruth Winder    | 27º      |

## Palmarés
Para años anteriores véase: Palmarés del Unitedhealthcare.

### Palmarés 2018

#### UCI WorldTour
| Fechas     | Carreras                         | Ganadora   |
| 18 de mayo | 2.ª etapa del Tour de California | Katie Hall |
| 19 de mayo | Tour de California               | Katie Hall |

#### Calendario UCI Femenino
| Fechas          | Carreras                                                      | Ganadora        |
| 12 de abril     | 1.ª etapa de la Joe Martin Stage Race Women                   | Diana Peñuela   |
| 14 de abril     | 3.ª etapa de la Joe Martin Stage Race Women (CRI)             | Katie Hall      |
| 15 de abril     | Joe Martin Stage Race Women                                   | Katie Hall      |
| 18 de abril     | 1.ª etapa del Tour de Gila                                    | Katie Hall      |
| 22 de abril     | 5.ª etapa del Tour de Gila                                    | Diana Peñuela   |
| 22 de abril     | Tour de Gila                                                  | Katie Hall      |
| 7 de junio      | Gran Premio Ciclista de Gatineau                              | Lauren Hall     |
| 7 de julio      | 3.ªa etapa del Tour de Feminin-O cenu Českého Švýcarska (CRI) | Lauretta Hanson |
| 8 de julio      | Tour de Feminin-O cenu Českého Švýcarska                      | Leah Thomas     |
| 9 de septiembre | Chrono Champenois-Trophée Européen (CRI)                      | Leah Thomas     |

## Plantillas
Para años anteriores, véase Plantillas del Unitedhealthcare

### Plantilla 2018
| Integrantes del equipo 2018 | Integrantes del equipo 2018 | Integrantes del equipo 2018      | Integrantes del equipo 2018 |
| Corredor                    | Fecha de nacimiento         | Equipo previo                    |                             |
| --------------------------- | --------------------------- | -------------------------------- | --------------------------- |
| Elizabeth Banks             | 7 de noviembre de 1990      | Storey Racing (2017)             |                             |
| Rushlee Buchanan            | 20 de enero de 1988         | Tibco-To the Top (2013)          |                             |
| Janelle Cole                | 19 de octubre de 1996       | Twenty16-Ridebiker (2016)        |                             |
| Katie Hall                  | 6 de enero de 1987          |                                  |                             |
| Lauren Hall                 | 2 de febrero de 1979        | Tibco-Silicon Valley Bank (2016) |                             |
| Lauretta Hanson             | 29 de octubre de 1994       | Colavita-Bianchi (2016)          |                             |
| Diana Peñuela               | 8 de septiembre de 1986     |                                  |                             |
| Leah Thomas                 | 30 de mayo de 1989          | Sho-Air Twenty20 (2017)          |                             |
|                             |                             |                                  |                             |
| Fuente: UCI                 |                             |                                  |                             |